# 蓝饰雀属
蓝饰雀属（学名：Uraeginthus），是梅花雀科的一属。属下共有5种鸟类。
属下物种有：
- 安哥拉蓝饰雀
- 红颊蓝饰雀
- 蓝顶蓝饰雀
- 紫蓝饰雀
- 紫耳蓝饰雀